# Экономика Чехии
Экономика Чехии — развитая страна, член Евросоюза и ОЭСР. Среди посткоммунистических стран Чехия является одной из самых развитых. По ВВП на душу населения (номинал) — 25 798 $ (3-е место после Словении и Эстонии 2019 год). По ВВП на душу населения (ППС) — 43 713 $ (1-е место, 2021 год). По состоянию на 2020 год среди всех посткоммунистических стран мира Чехия имеет третий самый высокий нетто средний размер оплаты труда (после Эстонии — 1195,08 € и Словении — 1181,35 €) и нетто минимальный (после Словении — 700 € и Эстонии — 550,38 €). Средний размер оплаты труда: 43 412 Kč (1829,56 €, брутто, 2022/Q4) и 34 681 Kč (1461,15 €, нетто, 2022/Q4). С 1 января 2025 года минимальный размер оплаты труда составляет 20 800 Kč (826,29 €, брутто) и 17 837 Kč (708,58 €, нетто).
Основные отрасли: машиностроение, производства чугуна и стали, металлообработка, химическая продукция, электроника, транспортное оборудование, текстиль, стекло, пиво, фарфор, керамика, и медицинские препараты. Основные сельхозпродукты: сахарная свёкла, картофель, пшеница и хмель.

## Общая характеристика
Среди всех посткоммунистических государств Чехия обладает одной из наиболее стабильных и успешных экономических систем. Её основой является промышленность (машиностроение, электротехника и электроника, химия, пищевая промышленность и чёрная металлургия), строительство и сфера услуг. Доля сельского и лесного хозяйства, а также горнодобывающей промышленности незначительна и продолжает уменьшаться.
После падения социализма в 1989 году Чехия унаследовала от ЧССР бывшую структуру экономики, которая в новых условиях оказалась энергетически неэффективной, неэкологичной, устаревшей и неадекватной с отраслевой точки зрения. Непропорционально большую долю занимала чёрная металлургия на привозном сырье, тяжелое машиностроение и военная промышленность. Ассортимент производимых товаров значительно превышал объективные возможности страны, что вело к мелкосерийности производства и снижению его эффективности. Внешняя торговля подчинялась директивам СЭВ, ориентировалась на нужды СССР и по сравнению с другими развитыми странами была незначительной.
Ещё до распада ЧССР (ЧСФР в последние годы) в 1990—1992 гг. были произведены некоторые принципиальные перемены — отмена централизованного регулирования большинства оптовых и розничных цен, введение свободы частного предпринимательства, ликвидация государственной монополии внешней торговли и т. п. 90-е гг. прошлого века отмечены значительными изменениями отношений собственности — были произведены т. н. малая и большая приватизация, а также реституция собственности, национализированной после установления коммунистического режима в 1948 г. В результате доля государства в ВВП с 97 % сократилась до менее чем 20 %. Открытие страны притоку иностранного капитала вызвало прилив зарубежных инвестиций, по уровню которых на душу населения страна является бесспорным лидером не только в Центральной и Восточной Европе, но и в международном масштабе. Это помогло в относительно короткий срок осуществить реструктуризацию и модернизацию промышленности и развитие необходимой технической и вспомогательной инфраструктуры. Следствием перемен явилась переориентация экономики с СССР на Западную Европу.
В 1995 г. Чехия первой среди всех бывших социалистических стран была принята в Организацию экономического сотрудничества и развития.
Вслед за начальными трудностями, вызванными распадом СЭВ, разделом страны и изменением структуры экономики, и последующим ростом чешская экономика в 1997—1998 гг. испытала определённый кризис, выходить из которого она стала только с середины 1999 г. Результатом его был рост иностранной задолженности и скачок безработицы. Кризисные явления удалось преодолеть путём наращивания экспорта в страны рыночной экономики, прежде всего, Евросоюза (а в его рамках — Германии), привлечению зарубежных инвестиций и роста внутреннего потребления. После вступления в мае 2004 г. в состав ЕС экономический рост Чехии заметно ускорился и, несмотря на в значительной мере популистскую экономическую политику нескольких правительств социал-демократов, достиг 6—7 % в год. Доля промышленности в ВВП, достигавшая к 1990 г. 62 %, уменьшившаяся вначале наполовину, в настоящее время растет и достигает 38 %, что является достаточно редким явлением среди развитых стран. Чёрная металлургия и военная промышленность потеряли своё значение за счет автомобильной и электротехнической промышленности, благодаря развитию которых с 2004 г. Чехия имеет положительное сальдо внешнеторгового баланса, несмотря на быстрый рост цен на импортируемые энергоносители (нефть и газ). По размеру внешней торговли на душу населения страна является одним из лидеров, опережая такие страны, как Япония, Великобритания, Франция или Италия.

## Статистика
В следующей таблице показаны основные экономические показатели за 1995—2018 годы. Инфляция менее 2 % обозначена зелёной стрелкой.
| Год  | ВВП (ППС) (в млрд Долл. США) | ВВП на душу населения (ППС) (в долл. США) | Рост ВВП (реальный) | Уровень инфляции (в процентах) | Безработица (в процентах) | Государственный долг (в процентах от ВВП) |
| ---- | ---------------------------- | ----------------------------------------- | ------------------- | ------------------------------ | ------------------------- | ----------------------------------------- |
| 1995 | 143,3                        | 13 874                                    | н/д                 | н/д                            | 4,0 %                     | 13,7                                      |
| 1996 | ▲152,6                       | ▲14 783                                   | ▲4,5 %              | ▲8,8 %                         | ▼3,9 %                    | ▼11,6 %                                   |
| 1997 | ▲154,3                       | ▲14 965                                   | ▼−0,6 %             | ▲8,6 %                         | ▲4,8 %                    | ▲12,3 %                                   |
| 1998 | ▲155,4                       | ▲15 092                                   | ▼−0,3 %             | ▲10,7 %                        | ▲6,5 %                    | ▲14,0 %                                   |
| 1999 | ▲160,1                       | ▲15 557                                   | ▲1,4 %              | ▲2,2 %                         | ▲8,7 %                    | ▲15,3 %                                   |
| 2000 | ▲170,7                       | ▲16 608                                   | ▲4,3 %              | ▲3,8 %                         | ▲8,8 %                    | ▲17,0 %                                   |
| 2001 | ▲179,7                       | ▲17 000                                   | ▲2,9 %              | ▲4,7 %                         | ▼8,1 %                    | ▲22,8 %                                   |
| 2002 | ▲185,4                       | ▲18 179                                   | ▲1,7 %              | ▲1,9 %                         | ▼7,3 %                    | ▲25,9 %                                   |
| 2003 | ▲196,0                       | ▲19 225                                   | ▲3,6 %              | ▲0,1 %                         | ▲7,8 %                    | ▲28,3 %                                   |
| 2004 | ▲211,2                       | ▲20 717                                   | ▲4,9 %              | ▲2,7 %                         | ▲8,3 %                    | ▲28,5 %                                   |
| 2005 | ▲232,3                       | ▲22 774                                   | ▲6,5 %              | ▲1,9 %                         | ▼7,9 %                    | ▼27,9 %                                   |
| 2006 | ▲255,8                       | ▲25 022                                   | ▲6,8 %              | ▲2,5 %                         | ▼7,1 %                    | ▼27,7 %                                   |
| 2007 | ▲277,3                       | ▲27 046                                   | ▲5,6 %              | ▲2,9 %                         | ▼5,3 %                    | ▼27,5 %                                   |
| 2008 | ▲290,4                       | ▲28 072                                   | ▲2,7 %              | ▲6,3 %                         | ▼4,4 %                    | ▲28,3 %                                   |
| 2009 | ▼278,5                       | ▼26 714                                   | ▼−4,8 %             | ▲1,0 %                         | ▲6,7 %                    | ▲33,6 %                                   |
| 2010 | ▲288,3                       | ▲27 559                                   | ▲2,3 %              | ▲1,5 %                         | ▲7,3 %                    | ▲37,4 %                                   |
| 2011 | ▲299,5                       | ▲28 561                                   | ▲1,8 %              | ▲1,9 %                         | ▼6,7 %                    | ▲39,8 %                                   |
| 2012 | ▲302,6                       | ▲28 803                                   | ▼−0,8 %             | ▲3,3 %                         | ▲7,0 %                    | ▲44,5 %                                   |
| 2013 | ▲306,0                       | ▲29 096                                   | ▼−0,5 %             | ▲1,5 %                         | ▼6,9 %                    | ▲44,9 %                                   |
| 2014 | ▲319,9                       | ▲30 434                                   | ▲2,7 %              | ▲0,3 %                         | ▼6,1 %                    | ▼42,2 %                                   |
| 2015 | ▲340,6                       | ▲32 318                                   | ▲5,3 %              | ▲0,3 %                         | ▼5,0 %                    | ▼40,0 %                                   |
| 2016 | ▲353,9                       | ▲33 529                                   | ▲2,6 %              | ▲0,7 %                         | ▼3,9 %                    | ▼36,8 %                                   |
| 2017 | ▲375,7                       | ▲35 512                                   | ▲4,3 %              | ▲2,4 %                         | ▼2,9 %                    | ▼34,7 %                                   |

## Промышленность

### Добывающая промышленность
Объём добычи природных ресурсов:
| Ресурсы        | 2011, тыс. тонн | Изменение к 2001, % |
| -------------- | --------------- | ------------------- |
| Бурый уголь    | 46 848          | -8,21               |
| Каменный уголь | 10 967          | -25,94              |
| Природный газ  | 187             | +85,15              |
| Нефть          | 163             | -8,43               |

### Машиностроение
см. Машиностроение

#### Автомобилестроение
Чехия является одним из лидеров по производству автомобилей на душу населения в Европе, уступая Словакии.
В составе Чехословакии страна имела сильные позиции в технологиях автомобилестроения ещё с начала XX века, а после периода социализма с бурным ростом в XXI веке Чехия вошла в двадцатку стран, производящих более миллиона автомобилей в год. В последние годы страна ежегодно производит около или более миллиона с третью автомобилей и занимает 6-е место в Европе по автопроизводству.
Подавляющее наибольшую долю имеет производство легковых автомобилей. Доминирующим производителем является национальная младоболеславская компания Škoda Auto, которая производит две трети автомобилей различных категорий, за ней следуют японско-французская Toyota Peugeot Citroën Automobile Czech и южнокорейская Hyundai Motor, каждая с производством до четверти автомобилей.
| Производство легковых автомобилей в Чешской Республике | Производство легковых автомобилей в Чешской Республике | Производство легковых автомобилей в Чешской Республике | Производство легковых автомобилей в Чешской Республике | Производство легковых автомобилей в Чешской Республике | Производство легковых автомобилей в Чешской Республике | Производство легковых автомобилей в Чешской Республике | Производство легковых автомобилей в Чешской Республике | Производство легковых автомобилей в Чешской Республике | Производство легковых автомобилей в Чешской Республике | Производство легковых автомобилей в Чешской Республике | Производство легковых автомобилей в Чешской Республике |
| Производитель                                          | 2007                                                   | 2008                                                   | 2009                                                   | 2010                                                   | 2011                                                   | 2012                                                   | 2013                                                   | 2014                                                   | 2015                                                   | 2016                                                   | 2017                                                   |
| ------------------------------------------------------ | ------------------------------------------------------ | ------------------------------------------------------ | ------------------------------------------------------ | ------------------------------------------------------ | ------------------------------------------------------ | ------------------------------------------------------ | ------------------------------------------------------ | ------------------------------------------------------ | ------------------------------------------------------ | ------------------------------------------------------ | ------------------------------------------------------ |
| Škoda Auto                                             | 622 811                                                | 603 981                                                | 519 910                                                | 576 362                                                | 673 127                                                | н/д                                                    | н/д                                                    | н/д                                                    | н/д                                                    | н/д                                                    | н/д                                                    |
| TPCA                                                   | 308 478                                                | 324 489                                                | 332 489                                                | 295 712                                                | 270 705                                                | н/д                                                    | н/д                                                    | н/д                                                    | н/д                                                    | н/д                                                    | н/д                                                    |
| Hyundai Motor                                          | 0                                                      | 12 050                                                 | 118 000                                                | 200 135                                                | 251 146                                                | н/д                                                    | н/д                                                    | н/д                                                    | н/д                                                    | н/д                                                    | н/д                                                    |
| Kaipan                                                 | 8                                                      | 13                                                     | 11                                                     | 54                                                     | 3                                                      | н/д                                                    | н/д                                                    | н/д                                                    | н/д                                                    | н/д                                                    | н/д                                                    |
| Всего (SAP), тыс.                                      | 931                                                    | 940                                                    | 979                                                    | 1072                                                   | 1195                                                   | 1179                                                   | 1133                                                   | 1251                                                   | 1304                                                   | 1350                                                   | 1420                                                   |

### Лёгкая и пищевая промышленность
Лёгкая промышленность: …
Пищевая промышленность:
Больше всего пива (см. Чешское пиво) производит (на 2008 год) компания Plzeňský Prazdroj, на втором месте Pivovary Staropramen, далее по убыванию: Heineken ČR, Budějovický Budvar и PMS Přerov.
В 2008 году из произведённых в Чехии 19,81 млн гектолитров пива 16,1 млн гектолитров было реализовано внутри страны (-1,3 % к 2007) и 3,71 млн гектолитров было экспортировано (+3,2 % к 2007).
Производство пива в Чехии по годам:
| Год              | 2000  | 2001  | 2002  | 2003  | 2004  | 2005  | 2006 | 2007 | 2008  | 2009 | 2010 | 2011 |
| ---------------- | ----- | ----- | ----- | ----- | ----- | ----- | ---- | ---- | ----- | ---- | ---- | ---- |
| Гектолитров, млн | 17,92 | 17,88 | 18,18 | 18,55 | 18,75 | 19,07 | 19,8 | 19,9 | 19,81 | н/д  | н/д  | 15,7 |

## Сельское хозяйство
У чешского сельского хозяйства есть давняя традиция, несмотря на то, что Чешская республика является мощной индустриальной страной. Благодаря климатическим условиям в стране выращивают много видов овощей, фруктов и домашнего скота.

### Растениеводство
Среди традиционных продуктов сельскохозяйственного производства можно выделить зерно, картофель, сахарную свёклу, виноград (столовые и винные сорта), фрукты.
Прибыль чешского сельского хозяйства:
| Год         | 2000 | 2001 | 2002 | 2003 | 2004 | 2005 | 2006 | 2007 | 2008 | 2009 | 2010 | 2011 |
| ----------- | ---- | ---- | ---- | ---- | ---- | ---- | ---- | ---- | ---- | ---- | ---- | ---- |
| Кроны, млрд | 3,5  | 3,3  | -3,5 | -1,1 | 8,6  | 7,6  | 7,2  | 10   | 10,1 | 2,6  | 6,2  | 16,3 |

Зерновые культуры: бо́льшая часть зерна, выращенного в 2006, была пшеницей. Также традиционно зерновые выращивают ячмень, рожь и овёс. Зерно используется для производства выпечки, самыми популярными из которых является хлеб, рулеты и сладкое печенье. 

Согласно чешскому Статистическому отчету, урожай зерна за 2006 год упал на 15,5 % или, до 6,46 миллиона тонн; это снижение было вызвано неблагоприятной погодой в течение года.
В 2011 году производство зерна выросло на 20 % до 8,2 млн тонн и достигло рекордно высокой урожайности.
Картофель: В 2006 было собрано более 711 тыс. тонн картофеля. Картофель — основа многих видов чешских блюд. Им даже удалось занять место за традиционным Рождественским столом в форме картофельного салата.
Сахарная свёкла, которая используется главным образом для производства сахара, также широко распространена в Чешской республике. В 2006 году её было собрано более чем 2,9 миллиона тонн.
Виноградарство: области выращивания столового винограда включают 5414 гектаров. В 2006 году собрано 5200 тонн. Винные виноградники занимают 12 697 гектаров; они больше всего распространены в Южной Моравии, где климатические условия являются самыми лучшими для этого вида продукта.
Плодоводство: традиционный урожай фруктов обычно состоит из различных видов ранних, поздних и зимних яблок, груш, слив и вишни.
Хмелеводство: хмель для пивоварения в Чехии начало активно выращивать в XV—XVI вв. (см. жатецкий хмель)

### Животноводство
Свиноводство:
средний вес свиньи составляет приблизительно 105 килограммов. Свиньи разведены не только в больших группах, но также и для личного потребления фермеров. Ритуал забоя домашней свиньи является чешской деревенской традицией. Все свиньи должны пройти строгие осмотры гигиены, прежде чем быть убитым, чтобы исключить присутствие любых веществ, вредных для людей.
Крупный рогатый скот:
Мясо-молочное животноводство. Средний убойный вес составляет приблизительно 600 килограммов. Перед забоем весь скот подвергается строгому гигиеническому контролю, чтобы исключить присутствие любых веществ и заболеваний, вредных для человека, особенно в отношении коровьего бешенства. До настоящего времени в Чехии подтверждены 20 случаев болезни, но люди не были заражены.
Самые популярные молочные продукты: пастеризованное молоко, масло, сыры.
Домашняя птица:
Традиционно чешские фермеры выращивают кур, гусей, индеек и уток. Разведение домашней птицы всё более и более распространено благодаря популярности белого мяса. Помимо вышеупомянутых разновидностей, также выращиваются куры гвинейской породы.

## Строительство
Компания Kamenolomy CR является одной из крупнейших добывающих групп Чехии.
Продукция: гравий, песок, грунты, природные пигменты, камень бутовый, камень дробленый, заполнители каменные, песчаные и грунтовые для строительства и строительной промышленности, пустая порода, отходы карьерных разработок.
Kamenolomy CR входит в состав австрийского строительного синдиката Bauholding Strabag, имеющего 500 филиалов и отделений по всей Европе с годовым объёмом выполняемых строительных работ около 11 млрд евро. Kamenolomy CR владеет 30 карьерами в Чехии с годовым объёмом выпуска 500 тыс. тонн.
В октябре 2007 года Kamenolomy CR завершила концентрацию 94 % акций производителя строительного щебня — ОАО «Жежеловский карьер» (Украина). Ранее компания не имела ни одного актива за пределами Чехии.

### Проектные компании
В Чехии расположены штаб-квартиры различных проектных компаний, таких как Favea.

## Транспорт и связь

### Транспорт
В Чехии развит авиатранспорт, железнодорожный и автомобильный транспорт. На реке Эльбе есть водный транспорт. Существует также сеть трубопроводов.
Главный международный аэропорт в Чехии — Пражский аэропорт имени Вацлава Гавела (чеш. Letiště Václava Havla Praha). В 2007 году через него прошло 12,4 млн пассажиров, что сделало аэропорт одним из самых загруженных в Центральной Европе. Всего в стране 46 больших аэропортов, из которых 6 обслуживают международные направления.
Основной оператор железнодорожных перевозок — Железные дороги Чехии (чеш. České dráhy, ČD), перевозящий около 180 млн пассажиров ежегодно. Он занимает пятое место среди железнодорожных операторов грузоперевозок.
В стране эксплуатируется 127 810 км автодорог, включая 550 км автомагистралей. Основная автомагистраль D1 связывает два крупнейших города в стране — Прагу и Брно. Она же составляет часть основных европейских маршрутов E 65 и E 50.
По данным Министерства транспорта ЧР, 2007 год стал рекордным для отрасли грузоперевозок за всю историю Чехии. Статистика грузоперевозок по данным министерства, в млн тонн:
| Год             | 2007   | 2007      | 2007  | 2008   | 2008      | 2008  | 2009   | 2009      | 2009  | 2010   | 2010      | 2010  | 2011   | 2011      | 2011  |
| Транспорт       | Внутр. | Междунар. | Всего | Внутр. | Междунар. | Всего | Внутр. | Междунар. | Всего | Внутр. | Междунар. | Всего | Внутр. | Междунар. | Всего |
| --------------- | ------ | --------- | ----- | ------ | --------- | ----- | ------ | --------- | ----- | ------ | --------- | ----- | ------ | --------- | ----- |
| Автомобильный   | 408    | 46        | 453,5 | 382    | 49        | 431,9 | 325    | 45        | 370,1 | 302    | 54        | 355,9 | 288    | 61        | 349,3 |
| Железнодорожный | 47     | 53        | 99,8  | 44     | 51        | 95    | 37     | 40        | 76,7  | 37     | 46        | 82,9  | 40     | 47        | 87,1  |
| Водный          | 0,6    | 1,6       | 2,2   | 0,4    | 1,5       | 1,9   | 0,3    | 1,3       | 1,6   | 0,3    | 1,3       | 1,6   | 0,5    | 1,4       | 1,9   |

### Сеть Интернет
Первые попытки подключения к сети Интернет, тогда в Чехословакии, предпринимались ещё с осени 1991 года. Но днём рождения Интернета в Чехии считается день первого подключения к глобальной сети Чешского технического университета (чеш. České vysoké učení technické) 13 февраля 1992 года.
| Год  | Количество абонентов |
| ---- | -------------------- |
| 1993 | 4 000                |
| 1995 | 22 000               |
| 1998 | 81 000               |
| 1999 | 199 000              |
| 2000 | 418 000              |
| 2001 | 1 250 000            |
| 2002 | 1 640 000            |
| 2003 | 2 140 000            |
| 2004 | 2 130 000            |
| 2005 | 3 600 000            |
| 2006 | 4 100 000            |

По данным Европейской комиссии, в Чешской республике на 2008 год покрытие широкополосным доступом в сеть Интернет составляет около 85 %, при этом на деле — около 75 %.
По опросу, проведённому компанией TNS Infratest по заказу компании Google, около 90 % всех пользователей сети Интернет осуществляют покупки в ней. Больше всего чехи в сети покупают одежду, косметику и технику. 44 % пользователей пользуются аукционами. По данным Eurostat, в Чехии покупки в сети осуществляли в 2008 году 23 % от всего населения. В целом по ЕС этот показатель был равен 32 %.
По данным специализированного сервера DSL.cz, за год с 2010 по 2011 скорость в мобильных сетях в Чешской Республике в декабре выросла на 183 % и достигла 1,9 Мб/с. Самый высокий средний показатель у оператора T-Mobile — 3,9 Мб/с, далее Vodafone — 2,85 Мб/с и Telefónica — 1,9 Мб/с. Средняя скорость у пользователей, подключённых по технологиям xDSL, выросла на 45 % до 6,8 Мб/с. Самой высокой средней скоростью обладают пользователи в оптических сетях — 25,8 Мб/с, что на 22 % выше.

## Сфера услуг

### Финансовые услуги
В 2008 году в Чешской Республики насчитывалось 8,9 млн банковских карт (29 % кредитных). Общее количество транзакций по ним составило 324,5 млн платежей (7 % приходилось на кредитные карты) на сумму 775,5 млрд крон (6 % по кредитным картам).

### Туризм
По данным газеты «РБК daily», в 2006 году Чешскую Республику посетило около 136 тыс. граждан России.
По итогам 2007 года доля туризма в ВВП страны составила 3,8 %, что меньше среднего показателя в 5,5 % для ЕС. По данным министерства внутреннего развития ЧР (чеш. Ministerstvo pro místní rozvoj ČR), Чехию в 2007 году посетили 6 679 704 иностранца (без учёта частных визитов), что на 3,8 % больше, чем в 2006 году:
| Страна         | Количество туристов | Изменение к 2006 году, % |
| -------------- | ------------------- | ------------------------ |
| Германия       | 1 549 441           | 95,8                     |
| Великобритания | 565 470             | 99,9                     |
| Италия         | 413 085             | 103,5                    |
| США            | 322 214             | 100,1                    |
| Россия         | 321 520             | 134,2                    |
| Словакия       | 309 255             | 109,7                    |
| Польша         | 298 621             | 109,1                    |
| Испания        | 256 722             | 116,7                    |
| Нидерланды     | 247 861             | 87,1                     |
| Франция        | 236 790             | 98,5                     |
| Чехия          | 6 679 704           | 99,5                     |

Количество гостиниц и мест временного пребывания на территории Чехии на 22 января 2008 года:
| Категория                            | Кол-во |
| ------------------------------------ | ------ |
| 5 звёзд                              | 38     |
| 4 звезды                             | 316    |
| 3 звезды                             | 1093   |
| 2 звезды                             | 361    |
| 1 звезда                             | 226    |
| Без звёзд (чеш. garni)               | 138    |
| Пансионы                             | 2773   |
| Кемпинги                             | 520    |
| Поселковые дома (чеш. chatová osada) | 360    |
| Туристические общежития              | 693    |
| Остальные                            | 20     |
| Всего                                | 8535   |

## Энергетика
Электроэнергетика является ключевым сектором социально-экономического комплекса[неизвестный термин] страны. 
Производство электроэнергии-брутто в 2019 г. — 87 031 млн кВт∙ч, в том числе: ТЭС — 50 474 млн кВт∙ч или 58 %, АЭС — 30 246 млн кВт∙ч (34,8 %), 6186 млн кВт∙ч (7,1 %) — возобновляемые источники энергии (ВИЭ), включая гидроэлектростанции (ГЭС); 124 млн кВт∙ч (0,1 %) — другие генерирующие источники. 

Импорт — 11 026 млн кВт∙ч; экспорт — 24 123 млн кВт∙ч. Чехия является нетто-экспортером электроэнергии.
В соответствии с данными Евростат и EES EAEC, на конец 2019 года установленная мощность-нетто электростанций составляет 22 012 МВт. 
На долю тепловых электростанций (ТЭС), сжигающих органическое топливо, приходится 13 031 МВт или 59,1 %. 
Установленная мощность атомных электростанций — 4290 МВт или 19,5 %. 

Установленная мощность-нетто ВИЭ  — 5863 МВт, в том числе: 
- гидроэлектростанции (включая гидроаккумулирующие) — 2665 МВт;
- ветряные электростанции (ВЭС) — 339 МВт;
- солнечные электростанции (СЭС) — 2086 МВт.

Производство электроэнергии-брутто на ГЭС (с учётом гидроаккумулирующих электростанций) — 3175 млн кВт∙ч, ВЭС — 700 млн кВт∙ч и СЭС — 2312 млн кВт∙ч.
Потребление полезной электроэнергии в 2019 г. — 60 057 млн кВт∙ч, в том числе: 
промышленность — 24 313 млн кВт∙ч, 
бытовые потребители — 15 257 млн кВт∙ч, 
коммерческий сектор и предприятия общего пользования — 16 136 млн кВт∙ч. 
Конечное потребление в энергетическом секторе — 1618 млн кВт∙ч, на транспорте — 1754 млн кВт∙ч и в сельском хозяйстве, включая лесное и рыболовство — 980 млн кВт∙ч.
В 2023 году  производство электроэнергии в Чехии сократилось на 10 % в годовом исчислении; в общей сложности электростанциями страны было произведено 72 тераватт-часа электроэнергии, что является самым низким показателем производства с 2002 года. 
Атомная энергетика ЧехииВ стране имеются две атомные электростанции — АЭС Дукованы (4 энергоблока с реакторыами типа ВВЭР-440 В-213, построены в 1985—1987 гг.) и АЭС Темелин (2 энергоблока с реакторами типа ВВЭР-1000/320, построены с 1985 по 2002).

## Внешняя торговля
Внешнеторговый оборот Чехии с Россией в миллионах долларов США:
|                  | 2003    | 2004    | Изм., % | 2005    | Изм., % | 2006    | Изм., % | 2007    | Изм., % |
| ---------------- | ------- | ------- | ------- | ------- | ------- | ------- | ------- | ------- | ------- |
| Экспорт в Россию | 570,2   | 922,5   | 62 %    | 1432,8  | 55 %    | 1839,4  | 28 %    | 2868,6  | 56 %    |
| Импорт из России | 2282,1  | 2707,1  | 19 %    | 4456,3  | 65 %    | 5434,9  | 22 %    | 5534,8  | 2 %     |
| Оборот           | 2852,3  | 3629,6  | 27 %    | 5889,1  | 62 %    | 7274,3  | 24 %    | 8403,4  | 16 %    |
| Сальдо           | -1711,9 | -1784,6 | -4 %    | -3023,5 | -69 %   | -3595,5 | -19 %   | -2666,2 | 26 %    |

Основные импортируемые из Чехии в Россию товары — запчасти для автомобилей и летательные аппараты. В импорте из Чехии в 2018 году приняли участие более 3,3 тысячи российских импортёров.

## Финансы
Денежной единицей Чехии является крона (1 крона = 100 геллеров), которая с 1995 г. является полностью конвертируемой. В отличие от практически всех остальных посткоммунистических стран, Чехии удалось избежать гиперинфляции и резких девальваций национальной валюты. После некоторого ослабления кроны в конце 90-х гг. к концу первого десятилетия 21 века её курс относительно главных мировых валют заметно вырос. Этим фактом всё меньше довольны чешские предприниматели из-за падения конкурентоспособности их продукции на внешних рынках. Многие аналитики видят выход в скорейшем переходе на единую европейскую валюту.
Динамика укрепления курса чешской кроны к курсам американского доллара, евро и рублю по годам:
| Год  | Доллар, % | Евро, % | Рубль, % |
| ---- | --------- | ------- | -------- |
| 1999 | -19,3     | -2,6    | 8,4      |
| 2000 | -5        | 2,8     | -1,1     |
| 2001 | 2,9       | 9,1     | 10,6     |
| 2002 | 14,2      | 0,6     | 19,5     |
| 2003 | 14,6      | -3,8    | 6,2      |
| 2004 | 12,5      | 6,2     | 8,5      |
| 2005 | -8,8      | 4,6     | -5,4     |
| 2006 | 14,3      | 5,2     | 6,7      |
| 2007 | 13,4      | 3,2     | 8,1      |
| 2008 | -7        | -1,2    | 11,8     |
| 2009 | 5,1       | 1,7     | 6,2      |
| 2010 | -2,3      | 5,3     | -0,2     |
| 2011 | -6,3      | -3      | -0,7     |
| 2012 | 4,4       | 2,6     | -1,1     |

### Инфляция
Инфляция в годовом исчислении:
| Год | 1993 | 1994 | 1995 | 1996 | 1997 | 1998 | 1999 | 2000 | 2001 | 2002 | 2003 | 2004 | 2005 | 2006 | 2007 | 2008 | 2009 | 2010 | 2011 | 2012 | 2013 | 2014 | 2015 | 2016 | 2017 | 2018 |
| --- | ---- | ---- | ---- | ---- | ---- | ---- | ---- | ---- | ---- | ---- | ---- | ---- | ---- | ---- | ---- | ---- | ---- | ---- | ---- | ---- | ---- | ---- | ---- | ---- | ---- | ---- |
| %   | 20,8 | 10   | 9,1  | 8,8  | 8,5  | 10,7 | 2,1  | 3,9  | 4,7  | 1,8  | 0,1  | 2,8  | 1,9  | 2,5  | 2,8  | 6,3  | 1,0  | 1,5  | 1,9  | 3,3  | 1,4  | 0,4  | 0,3  | 0,5  | 1,6  | 1,8  |

Индекс потребительских цен (декабрь к декабрю предыдущего года):
| Год | 1997 | 1998 | 1999 | 2000 | 2001 | 2002 | 2003 | 2004 | 2005 | 2006 | 2007 | 2008 | 2009 | 2010 | 2011 | 2012 |
| --- | ---- | ---- | ---- | ---- | ---- | ---- | ---- | ---- | ---- | ---- | ---- | ---- | ---- | ---- | ---- | ---- |
| %   | 10   | 6,8  | 2,5  | 4,0  | 4,1  | 0,6  | 1,0  | 2,8  | 2,2  | 1,7  | 5,4  | 3,6  | 1,0  | 2,3  | 2,4  | 2,4  |

### ВВП
Динамика изменения номинального ВВП, исчисляемого в кронах::
| Год | 1998 | 1999 | 2000 | 2001 | 2002 | 2003 | 2004 | 2005 | 2006 | 2007 | 2008 |
| --- | ---- | ---- | ---- | ---- | ---- | ---- | ---- | ---- | ---- | ---- | ---- |
| %   | -1   | 0,5  | 3,3  | 3,1  | 2,0  | 2,9  | 4,0  | 6,0  | 6,1  | 6,6  | 3,5  |

### Инвестиции
Объём дивидендов иностранных владельцев чешских организации и объём реинвестированных средств в млрд крон::
| Год                          | 2002 | 2003 | 2004 | 2005 | 2006 | 2007  |
| ---------------------------- | ---- | ---- | ---- | ---- | ---- | ----- |
| Объём дивидендов иностранцам | 32,7 | 52,1 | 73,5 | 72,9 | 98,4 | 108,8 |
| Реинвестированный объём      | 64,3 | 60,9 | 75,8 | 78,2 | 99,7 | 130,6 |

Объём средств в различных паевых фондах:
| Год       | 2005 | 2006 | 2007 | 2008 |
| --------- | ---- | ---- | ---- | ---- |
| Млрд крон | 231  | 271  | 315  | 244  |

### Государственный бюджет
Доходы, расходы и профицит государственного бюджета Чешской Республики в миллионах крон::
| Год      | 1990    | 1991    | 1992    | 1993    | 1994    | 1995    | 1996    | 1997     | 1998    | 1999    | 2000    | 2001     | 2002    | 2003     | 2004     | 2005    | 2006      | 2007      |
| -------- | ------- | ------- | ------- | ------- | ------- | ------- | ------- | -------- | ------- | ------- | ------- | -------- | ------- | -------- | -------- | ------- | --------- | --------- |
| Доход    | 162 513 | 225 342 | 251 379 | 358 000 | 390 508 | 439 968 | 482 817 | 508 950  | 537 411 | 567 275 | 586 208 | 626 223  | 705 043 | 699 665  | 769 207  | 866 490 | 923 320   | 1 025 888 |
| Расход   | 163 557 | 240 089 | 253 076 | 356 919 | 380 059 | 432 738 | 484 379 | 524 668  | 566 741 | 596 909 | 632 268 | 693 921  | 750 758 | 808 718  | 862 892  | 922 850 | 1 020 630 | 1 092 227 |
| Профицит | - 0,6 % | - 6,5 % | - 0,7 % | + 0,3 % | + 2,7 % | + 1,6 % | - 0,3 % | - 3,05 % | - 5,5 % | - 5,2 % | - 7,9 % | + 10,8 % | - 6,5 % | - 15,6 % | - 12,2 % | - 6,5 % | - 10,5 %  | - 6,5 %   |

## Доходы населения
С 2001 по 2008 год среднемесячная зарплата в Чехии повысилась с 420 до 910 евро. К 2009 году она снизилась до 890 евро.
В 2012 году средняя заработная плата выросла на 665 крон по сравнению с 2011 г. и составила 25 101 крону, то есть 1282 долл. США.

В 2018 году минимальный размер оплаты труда составит 12 200 крон.
По информации Чешского статистического управления, в последнем квартале 2017 года средний размер оплаты труда (брутто) в Чехии составил 31 646 крон (1246 евро). Средняя заработная плата в Чешской Республике увеличилась на 8,0 процента в последнем квартале 2017 года по сравнению с аналогичным периодом прошлого года. Средний размер оплаты труда (нетто), с учётом инфляции, увеличился на 5,3 %. Среднемесячный доход за весь 2017 год вырос на 7,0 процента до 29 504 крон. Две трети работающих чешских граждан получают зарплату ниже среднего показателя. Медианная средняя заработная плата в последнем квартале выросла на 8,9 процента до 27 320 крон. Учителя и государственные служащие увидели самый значительный рост зарплаты в 2017 году. С ноября заработная плата учителей увеличилась на 15 процентов, а зарплаты государственных служащих выросли на 10 процентов. В целом заработная плата в государственной сфере увеличилась на 13 %.
Средняя зарплата в Чехии в 2017 году увеличилась до 67 процентов от средней по ЕС, с 65 процентов в предыдущем году. Заработная плата в Чешской Республике примерно на том же уровне, что и в Польше (1089,32 €), Португалии (1144,6 €), Греции (1092,01 €) или на Тайване (1166,89 €), но ниже, чем в Словении (1166,89 €) и Эстонии (1242 €). В 2018 году средний размер оплаты труда в Чехии составлял 31 885 Kč (1245,45 €, брутто), и 24 027 Kč (938,51 €, нетто). По состоянию на 2020 год среди всех посткоммунистических стран мира Чехия имеет третий самый высокий нетто средний размер оплаты труда (после Эстонии — 1195,08 € и Словении — 1181,35 €) и нетто минимальный (после Словении — 700 € и Эстонии — 550,38 €). В четвёртом квартале 2020 года средний размер оплаты труда в Чехии составлял 38 525 Kč (1469,38 €, брутто) и 30 816 Kč (1175,35 €, нетто). С 1 января 2021 года минимальный размер оплаты труда в Чехии составлял 15 200 Kč (580,99 €, брутто) и 13 528 Kč (517,08 €, нетто). С 1 января 2022 года минимальный размер оплаты труда составляет 16 200 Kč (662,81 €, брутто) и 14 308 Kč (585,56 €, нетто). В четвёртом квартале 2022 года средний размер оплаты труда в Чехии составлял 43 412 Kč (1829,56 €, брутто) и 34 681 Kč (1461,15 €, нетто). С 1 января 2023 года минимальный размер оплаты труда составляет 17 300 Kč (714,60 €, брутто) и 15 371 Kč (635,96 €, нетто). С 1 января 2024 года минимальный размер оплаты труда составляет 18 900 Kč (765,81 €, брутто) и 16 442 Kč (666,27 €, нетто). С 1 января 2025 года минимальный размер оплаты труда составляет 20 800 Kč (826,29 €, брутто) и 17 837 Kč (708,58 €, нетто).